# سام غريني
سام غريني (بالإنجليزية: Sam Greene)‏ هو صحفي أمريكي، ولد في 26 أغسطس 1895 في ستيوارت في الولايات المتحدة، وتوفي في 5 سبتمبر 1963 في ديترويت في الولايات المتحدة.